# Route nationale 56 (Inde)
Pour les articles homonymes, voir Route nationale 56.
La Route nationale 56 (en anglais : National Highway 56, sigle NH 56), une route nationale  en Inde qui commence à Chittorgarh  au Rajasthan et se termine à Dahod au Gujarat.

## Tracé
- Chittorgarh
- Nimbahera
- Pratapgarh
- Semaliya
- Murasel
- Mandvi
- Vyara
- Vandsa
- Dharampur
- Chiol
- Dahod